# Pitoma crnjika
Pitoma crnjika (crnjika, crni kim, crni koriandar, uzgojena crnjika, švalerovo oko, primorski kumin; lat.: Nigella sativa) je cvjetna biljka iz porodice Ranunculaceae porijeklom iz jugozapadne Azije, koja nije u srodstvu s kimom.
Pitoma crnjika je jednogodišnja zeljasta biljka. Naraste do 40 cm. Ima nazubljene, perjaste listove i svijetlo-plave cvjetove.

## Rasprostranjenost
Može se naći u južnoj Europi, zapadnoj Aziji, Indiji i sjevernoj Africi. Srodna biljka poljski crni kim (lat.:Nigella arvensis) mogao se, kao korov, naći na poljima srednje i sjeverne Europe. Danas je, uz druge, na listi iskorijenjenih biljki.

## Upotreba
U zemljama Orijenta koristi se više od 2000 godina kao ljutkasti začin i u medicini. Ukusom podsjeća na sezam i kim. Njegovim sjemenkama se, naročito u azijskim zemljama, posipaju peciva. Tamo je poznat pod imenom "black onion seed".  U upotrebi je i ulje dobiveno od sjemenki hladnom destilacijom.
Koristi se u liječenju različitih bolesti, kao što su probavne tegobe i nadimanje, oslabljene funkcije jetre, migrena, jača vitalnost organizma, protiv iscrpljenosti i upala. Poboljšava probavu i apetit, pospješuje znojenje i snižava tjelesnu temperaturu. Odstranjuje parazite (gliste), dobar je lijek protiv bakterijiskih, gljivičnih i virusnih oboljenja i krvarenja (epistaksa i hemofilija), te kancerogenih oboljenja. Smanjuje nivo šećera u krvi, diuretik, pospješuje lučenje mlijeka kod dojilja, regulira hormone rasta, snizuje kolesterola u krvi, liječi upalu nosnih šupljina, suhi kašalj, bronhijalne astme i gripe. Koristi se i kao afrodizijak.
Zabranjeno je uzimati ulje osobama s transplatiranim organima (jetra, bubreg, srce), jer povećava imunitet, što može dovesti do odbacivanja presađenih organa.

## Sastav
Sjeme sadrži polusušivo masno ulje (31-44% ), glikozid melantin, esencijalno ulje (0,8-1,5%). U listovima je do 0.43% askorbinske kiseline .
Eterično ulje je žuta tekućina s oštrim začinskim mirisom. Kemijski sastav nije dovoljno proučen, postoje naznake prisutnosti spoja terpenskog sastava - melantol .

## Indikacije
Sjeme ima širok spektar djelovanja. Evo nekih indikacija koje su ustanovljene kroz istraživanja u nekoliko zadnjih desetljeća. Neke od indikacija su dokazane samo u laboratorijskim uvjetima, ne i na kliničkim slučajevima.
- Antimikrobsko – sprječava razvoj mikroorganizama kao što su gljivice, virusi i bakterije.
- Antiviralno – uništava viruse i usporava njihovo širenje.
- Antibakterijsko – sprječava razvoj bakterija i aktivno ih eliminira.[1]
- Antidijabeticko – pomaže kod regulacije glukoze u krvi.[2]
- Antiinflamatorno – pomaže kod upala.
- Analgetičko – smanjuje osjetljivost na bol.
- Antioksidantno – usporava i zaustavlja aktivnosti slobodnih radikala.
- Antifungalno – zaustavlja i usporava razmnožavanje gljivica.[3]
- Antihipertenzivno – pomaže kod visokog krvnog tlaka.
- Antispazmotičko – sprječava i umanjuje posljedice mišićnih grčeva.
- Bronhodilatorno – podržava sirenje bronhija.
- Digestivno – stimulira probavu i proizvodnju žuči.
- Antitumorno – usporava i zaustavlja razvoj kancerogenih stanica.
- Dijuretično – pospješuje mokrenje
- Emenagog – regulira menstrualni ciklus i obilnost menstruacije.
- Galaktogog – povećava količinu mlijeka kod dojilja.
- Hepatoprotektivno – pomaže aktivnosti jetre.
- Imunomodulator – regulira aktivnosti imunološkog sustava.
- Karminativno – regulira plinove i rad crijeva.
- Laksativno – pomaže kod tvrde stolice i zatvora.
- Renoprotektivno – podržava pravilne funkcije bubrega.
- Vermicidno – eliminira i izbacuje intestinalne parazite.

## Ulje pitome crnjike
Čisto ulje se u narodnoj medicini i sve češće u školskoj medicini koristi u liječenju alergija neurodermitis, psoriasis, za reguliranje imunološkog sistema, protiv astme, kod kemoterapije za ublažavanje neželjenih posljedica, kod probavnih problema, visokog krvnog tlaka ili u veterinarstvu.
U indijskoj narodnoj medicini važi za sredstvo koje ublažava teškoće u doba trudnoće. Dobre kvalitete je hladno-prešano egipatsko ulje crnog kima (Al-Baraka-kvalitet). 
U srednjoj Europi se uzgaja u Austriji (Donja Austrija) i prešano ulje je visoke kvalitete. Zasijane površine su ograničene.
Kliničko djelovanje još nije dokazano.

## Narodna predaja
Mnogi narodi bliskog i srednjeg istoka smatraju crni kim svetom ili čudotvornom biljkom. Ovome se nije čuditi pošto se biljka spominje i u Bibliji. Postoji vjerovanje da je i prorok Muhamed kazao da je crnjika lijek za sve bolesti osim smrti. Kod nas crni kim postaje popularan tek u nekoliko zadnjih godina zahvaljujući internetu, te ne postoje neki značajni izvori široke upotrebe ove biljke u narodnom liječenju. Sjeme crnog kima se koristi kao dodatak sarajevskom somunu (lepinji) i poznat je po imenu čurekot. Na srednjem i bliskom istoku crni kim se smatra za vrlo snažno antikancerogeno sredstvo.

## Vanjske poveznice
- Ulje crnog kima
- Nigella sativa
- Nigella[neaktivna poveznica] from The Encyclopedia of Spices